# Draba lindenii
Draba lindenii är en korsblommig växtart som först beskrevs av William Jackson Hooker, och fick sitt nu gällande namn av Jules Émile Planchon. Draba lindenii ingår i släktet drabor, och familjen korsblommiga växter. Inga underarter finns listade i Catalogue of Life.